# Marie Yi Yon-hui
Pour les articles homonymes, voir Sainte Marie et Yi.
Marie Yi Yon-hui (en coréen 이연희 마리아) est une laïque chrétienne coréenne, épouse de Damien Nam Myong-hyog, née vers 1804 à Séoul en Corée, morte décapitée le 3 septembre 1839 à Séoul.
Reconnue martyre et béatifiée en 1925 par Pie XI, elle est solennellement canonisée à Séoul par le pape Jean-Paul II le 6 mai 1984 avec 102 autres martyrs de Corée. 
Sainte Marie Yi Yon-hui est fêtée le 3 septembre et le 20 septembre.

## Biographie
Marie Yi Yon-hui naît en 1803 ou 1804 à Séoul.
Chrétienne, elle épouse Damien Nam Myong-hyog, le futur martyr. Elle est réputée très intelligente et pourvue d'une forte volonté. Comme d'autres femmes catholiques telles Barbara Kwon, elle accueille chez elle l'évêque et vicaire épiscopal Mgr Laurent Imbert et les missionnaires qui l'accompagne. C'est une action généreuse et très dangereuse en période de persécutions. Elle fournit à l'évêque et aux missionnaires l'hébergement et le nécessaire. 
Quand les chrétiens se rassemblent chez elle, elle s'occupe d'eux, leur enseigne la foi et le catéchisme, et les prépare à recevoir les sacrements. Sa gentillesse et sa modestie la font apprécier par tous ceux qui l'entourent.
Elle est âgée de 36 ans lorsqu'elle est arrêtée en 1839. Emprisonnée, elle est tourmentée par les policiers. Elle leur reproche alors leur mauvaise conduite. Mais son mari Damien Nam lui indique qu'un catholique doit mourir comme un agneau apprivoisé. Après cela, elle endure courageusement tous les abus et la cruauté sans une plainte.
Son jeune fils est également arrêté. Âgé de douze ans, il est dans une cellule séparée. Les gardiens de la prison le torturent pour que sa mère puisse entendre les cris de son fils. Ils prennent l'habitude de raconter à Marie Yi comment son fils est torturé. Elle a peur que son fils succombe aux tortures et renonce à sa foi. Elle s'efforce de se calmer, en se disant que toutes leurs épreuves sont pour la plus grande gloire de Dieu. L'un des témoins a déclaré qu'elle aimait Dieu du fond de son cœur et qu'elle ne souhaitait que le ciel. Elle est sévèrement battue et torturée.
Marie Yi est décapitée à l'extérieur de Séoul, à la Petite Porte de l'ouest le 3 septembre 1839 à 36 ans, en même temps que cinq autres catholiques.

## Canonisation
Marie Yi Yon-hui est reconnue martyre par décret du Saint-Siège le 9 mai 1925 et ainsi proclamée vénérable. Elle est béatifiée (proclamée bienheureuse) le 5 juillet suivant par le pape Pie XI.
Elle est canonisée (proclamée sainte) par le pape Jean-Paul II le 6 mai 1984 à Séoul en même temps que 102 autres martyrs de Corée,. 
Sainte Marie Yi Yon-hui est fêtée le 3 septembre, jour anniversaire de sa mort, et le 20 septembre, qui est la date commune de célébration des martyrs de Corée.